# Maxime Gaillard
Maxime Gaillard, né le 22 février 1861 à Saint-Lary-Boujean et mort le 26 janvier 1895 à Garches, est un glacier et restaurateur français.

## Biographie
Jean Marie Maximien Gaillard est le fils de François Gaillard, cultivateur et Jeanne Marie Aries. 
A l'âge de 20 ans, il est domestique et vit dans le 10e arrondissement de Paris. Bon pour le service armé, il intègre le 83e régiment d'infanterie.
Fin 1883, il reprend son activité civile et revient à Paris où il reste jusqu'en 1887, date à laquelle il part à Londres travailler pendant deux années, puis quelques mois à Monaco. Revenu à Saint-Lary en 1890, il repart pour Londres en 1891. 
De retour dans la capitale en 1893, il est garçon de café au « Reynolds », et s'intéresse au commerce voisin situé au n°3 de la rue Royale, du glacier italien Imoda, qui fit faillite plusieurs mois auparavant. Avec Georges Everaert, ils projettent d'ouvrir un petit bistrot (un petit bouchon) qu'ils nomment le « Maxim's et Georg's ».
Maxime Gaillard épouse Jeanne Marie Charlotte Fouet (1872-1894), en décembre 1893 et se retrouve rapidement veuf, en janvier 1894.
Il est mort à l'âge de 33 ans, à Garches, selon la déclaration déposée en mairie par son frère Sylvain Gaillard et Eugène Cornuché. Il lègue à ce dernier son restaurant qui créera la légende de la maison Maxim's. 